# سارایوو (روسیه)
سارایوو (به لاتین: Sarayevo) یک منطقهٔ مسکونی در روسیه است که در باشقیرستان واقع شده‌است.